# 泰興娛樂總公司
泰興娛樂總公司（簡稱泰興公司），是曾於1937年在澳門投得賭場專營權的公司，壟斷控制澳門博彩業務24年。

## 歷史
1937年，澳葡政府改革博彩專營權，博彩專營權公開招標競投。由傅老榕和高可寧合資開設的泰興娛樂總公司，在澳門第二次的博彩專營權競投中以年餉180萬澳門元接替前屆豪興公司，投得澳門博彩專營權。泰興娛樂總公司經營的澳門博彩業，著重於配套設施，為澳門的博彩業增添了不少的吸引力。從1937年至1961年壟斷控制達二十四年。
1961年的賭場專營權招標中，由港資背景為主的霍英東、何鴻燊、葉漢、葉德利合組財團澳門旅遊娛樂有限公司以1.7萬澳門元之差擊敗了泰興娛樂總公司，結束了泰興娛樂總公司的博彩業務。

## 曾開設娛樂場
- 中央賭場
  - 位於新馬路中央酒店〈現為新中央酒店〉內
- 瑞貞攤館
  - 位於福隆新街
- 七炒齋攤館
  - 位於十月初五街
- 白鴿票廠
  - 位於新馬路中段